# János Dudás
János Dudás (13 de fevereiro de 1911 - 1979) foi um futebolista húngaro. 

## Carreira
János Dudás fez parte do elenco da Seleção Húngara de Futebol das Copas do Mundo de 1934 e 1938. Foi um reserva que não consta participação.

## Ligações Externas
- Perfil em Fifa.com (em inglês)